# Centerring (Næstved)
 For alternative betydninger, se Centerring. (Se også artikler, som begynder med Centerring)
Centerring  O er en indre ringvej, der går rundt om Næstved Centrum.
Vejen består af Havnegade – Rådmandshaven – Farimagsvej - indre Vordingborgvej og ender til sidst i Havnegade igen.
Centerring skal lede gennemkørende trafik uden om byens centrum og fungere som en alternativ rute for dem, der har ærinder inde i den indre by. Vejen er også en gevinst for de handlende,[kilde mangler] så der ikke kommer så meget gennemkørende trafik ind gennem midtbyen. 
| Trafik | Spire Denne trafikartikel er en spire som bør udbygges. Du er velkommen til at hjælpe Wikipedia ved at udvide den. |

|  | Denne artikel om en bygning eller et bygningsværk kan blive bedre, hvis der indsættes et (bedre) billede. Du kan hjælpe ved at afsøge Wikimedia Commons for et passende billede eller lægge et op på Wikimedia Commons med en af de tilladte licenser og indsætte det i artiklen. |

|  | Denne artikel kan blive bedre, hvis der indsættes geografiske koordinater Denne artikel omhandler et emne, som har en geografisk lokation. Du kan hjælpe ved at indsætte koordinater i wikidata. |